# Barbotina

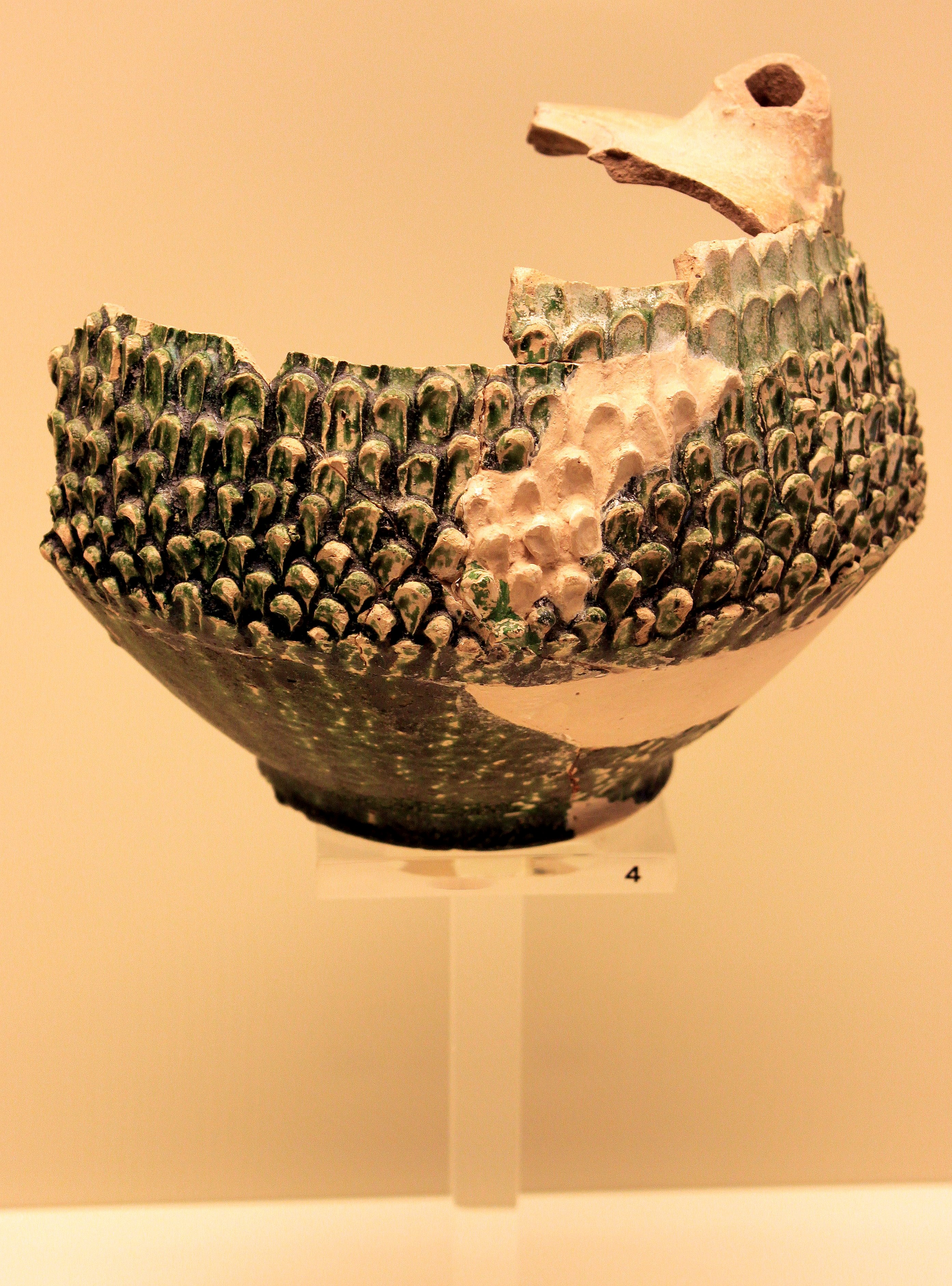
Vasija de cerámica vidriada, con escamas de barbotina -s. III- (Yacimiento del Camino de Albalate, Calanda).

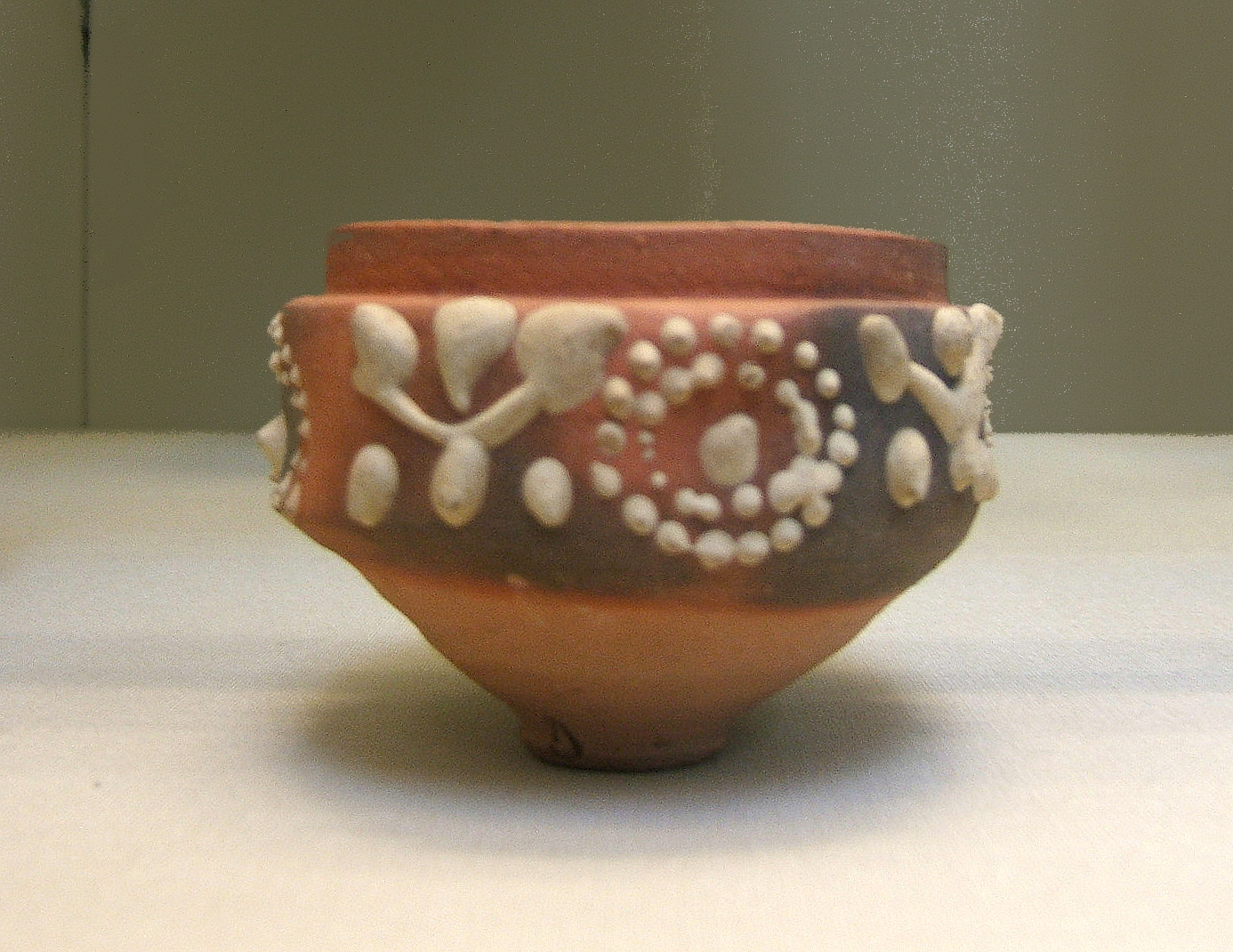
Taza de 6,5 cm de alto decorada con barbotina. Asuán, época romana de Egipto, -.

La barbotina (del francés «barbotine»), es un tipo de engobe, papilla o mezcla de arcilla y agua con una consistencia barrosa o casi líquida, usada en alfarería para unir partes de una pieza cerámica previamente elaboradas, ya sean producidas al torno o a mano, y para crear dibujos sobre la superficie de las piezas con una decoración en relieve. También se ha utilizado, desde el siglo XIX, para ornamentar las porcelanas, con el método conocido como «decoración a la barbotina». El DLE confirma el galicismo y relaciona la papilla arcillosa con el caolín, para ser licuada o usada como pegamento y en la decoración, a mano, con pincel o con molde.
También se llama barbotina a la mezcla de agua y arcilla que va formándose en el fondo de la vasija, y en la que el alfarero moja una y otra vez sus manos para disminuir la fricción en el proceso de torneado. Ese barrillo ha recibido diversos nombres en función de la geografía: limarcha en Navarra, alimoja en el Levante español, barro de limoha en Málaga, lemoxa en Almería, llamosa en Valencia, "llamuga" en Ibiza, "llemuja" en Quart y palpasa en Andujar.
Algunas fuentes datan su uso más antiguo hacia el siglo iii antes de Cristo, en la cerámica renana sustituyendo la decoración moldeada y usando ya un tipo de manga «para decorar los bordes de recipientes planos con pequeñas flores y otros diseños».

## Evolución industrial
La introducción de la cerámica en la industria y el colado de las piezas ha impuesto la técnica de agregar a la barbotina (arcilla disuelta en agua) otros componentes para ligar el barro e inducir la dispersión de partículas de la pasta de arcilla (o engobe) formando una emulsión, y que esta se mantenga por mucho tiempo. Para ligar (‘levigar’ o ‘deflocular’) se agrega a la mezcla un electrolito (o defloculante) como el silicato de sodio soluble, el carbonato de sodio (también conocido como ‘Darvon’) o el ácido tánico. En el caso particular de la industria cerámica y del colado de piezas, la barbotina nunca debe contener grumos, y su densidad dependerá del uso al cual esté destinada, por lo que se utilizan métodos precisos de medición de esta, dependiendo del grosor de la pared de la pieza, del tamaño de esta, del tiempo de colado, del tipo de pasta cerámica, y otros factores.[cita requerida]

## Fórmulas
De entre las muy diversas formular para la obtención de barbotinas, puede prepararse –para una temperatura de cocción a 1040 °C–, el siguiente compuesto: 80 % arcilla; 10 % de carbonato de calcio Ca (CaCO3); 10 % cuarzo; 0,15 % silicato de sodio (Na2SiO2); y 0,15 % carbonato de sodio (Na2CO3). O expresado en su peso en gramos: 800 g de arcilla; 100 g de carbonato de calcio; 100 g de cuarzo; 1,5 g silicato de sodio; y 1,5 g carbonato de sodio. Es importante que el agua añadida mientras se hace la mezcla no rebase el 45 % del peso de los productos secos.